# Portugal aux Jeux olympiques d'hiver de 1952
Cet article contient des informations sur la participation et les résultats du Portugal aux Jeux olympiques d'hiver de 1952, qui ont eu lieu à Oslo en Norvège. Pour sa première participation aux Jeux d'hiver, le pays envoie un athlète en ski alpin mais il ne remporte pas de médaille.

## Résultats

### Ski alpin
Descente hommes :
- Duarte Espírito Santo Silva ; 3 min 58 s 4 (→ 69e)